# Cyclargus erembis
Cyclargus erembis är en fjärilsart som beskrevs av Vladimir Nabokov 1948. Cyclargus erembis ingår i släktet Cyclargus och familjen juvelvingar. Inga underarter finns listade i Catalogue of Life.